# Federico IV d'Assia-Homburg
Federico IV d'Assia-Homburg (Braunfels, 15 aprile 1724 – Homburg, 7 gennaio 1751) fu Langravio d'Assia-Homburg dal 1746 al 1751.

## Biografia
Federico IV era figlio del principe Casimiro Guglielmo (fratello di Federico III d'Assia-Homburg) e di Cristina Carlotta di Solms-Braunfels. Cresciuto al Castello di Braunfels, ricevette una solida educazione umanistica e cristiana. Nel 1741, a seguito dell'armata prussiana, prese parte alla guerra per la Slesia (1744-1745) che vide opporsi l'Austria alla Prussia. Malato, si ritirò dal campo di battaglia nel 1745.
Federico IV succedette al trono d'Assia-Homburg alla morte dello zio Federico III d'Assia-Homburg, nel 1746.
Nel 1746, malgrado la maggiore età di Federico, il Langravio Luigi VIII d'Assia-Darmstadt tentò di prendere le redini del governo dell'Assia-Homburg. Nel 1747, il Langravio d'Assia-Darmstadt inviò le proprie truppe alla conquista dell'Assia-Homburg. Questo progetto, ad ogni modo, incontrò l'opposizione di Federico II di Prussia che non lo sostenne nell'impresa.
Morto nel 1751, venne sepolto nella cripta del Castello di Homburg.

## Matrimonio e figli
Il 10 ottobre 1746, Federico IV sposò Ulrica Luisa di Solms-Braunfels (1731-1792).
Questo matrimonio diede alla luce due figli:
- Federico, Langravio d'Assia-Homburg;
- Cristina (1749-1750).

## Ascendenza
|                                          |                                        |                                                  | Genitori                                          |  |  | Nonni |  |  | Bisnonni                      |  |  | Trisnonni                       |  |
|                                          |                                        |                                                  |                                                   |  |  |       |  |  | 8. Federico I d'Assia-Homburg |  |  | 16. Giorgio I d'Assia-Darmstadt |  |
|                                          |                                        |                                                  |                                                   |  |  |       |  |  | 8. Federico I d'Assia-Homburg |  |  | 16. Giorgio I d'Assia-Darmstadt |  |
|                                          |                                        | 17. Maddalena di Lippe                           |                                                   |  |  |       |  |  | 8. Federico I d'Assia-Homburg |  |  |                                 |  |
| 4. Federico II d'Assia-Homburg           |                                        |                                                  |                                                   |  |  |       |  |  | 8. Federico I d'Assia-Homburg |  |  |                                 |  |
|                                          |                                        | 9. Margherita Elisabetta di Leiningen-Westerburg | 18. Cristoforo di Leiningen-Westerburg            |  |  |       |  |  |                               |  |  |                                 |  |
|                                          |                                        | 9. Margherita Elisabetta di Leiningen-Westerburg | 18. Cristoforo di Leiningen-Westerburg            |  |  |       |  |  |                               |  |  |                                 |  |
|                                          |                                        | 9. Margherita Elisabetta di Leiningen-Westerburg | 19. Anna Maria Ungnad                             |  |  |       |  |  |                               |  |  |                                 |  |
| 2. Casimiro Guglielmo d'Assia-Homburg    |                                        | 9. Margherita Elisabetta di Leiningen-Westerburg |                                                   |  |  |       |  |  |                               |  |  |                                 |  |
|                                          |                                        | 10. Giacomo Kettler                              | 20. Guglielmo Kettler                             |  |  |       |  |  |                               |  |  |                                 |  |
|                                          |                                        | 10. Giacomo Kettler                              | 20. Guglielmo Kettler                             |  |  |       |  |  |                               |  |  |                                 |  |
|                                          |                                        | 10. Giacomo Kettler                              | 21. Sofia di Prussia                              |  |  |       |  |  |                               |  |  |                                 |  |
| 5. Luisa Elisabetta di Curlandia         |                                        | 10. Giacomo Kettler                              |                                                   |  |  |       |  |  |                               |  |  |                                 |  |
|                                          |                                        | 11. Luisa Carlotta di Brandeburgo                | 22. Giorgio Guglielmo di Brandeburgo              |  |  |       |  |  |                               |  |  |                                 |  |
|                                          |                                        | 11. Luisa Carlotta di Brandeburgo                | 22. Giorgio Guglielmo di Brandeburgo              |  |  |       |  |  |                               |  |  |                                 |  |
|                                          |                                        | 11. Luisa Carlotta di Brandeburgo                | 23. Elisabetta Carlotta del Palatinato-Simmern    |  |  |       |  |  |                               |  |  |                                 |  |
| 1. Federico IV d'Assia-Homburg           |                                        | 11. Luisa Carlotta di Brandeburgo                |                                                   |  |  |       |  |  |                               |  |  |                                 |  |
|                                          | 12. Guglielmo II di Solms-Greifenstein | 24. Guglielmo I di Solms-Greifenstein            |                                                   |  |  |       |  |  |                               |  |  |                                 |  |
|                                          | 12. Guglielmo II di Solms-Greifenstein | 24. Guglielmo I di Solms-Greifenstein            |                                                   |  |  |       |  |  |                               |  |  |                                 |  |
|                                          | 12. Guglielmo II di Solms-Greifenstein | 25. Maria Amalia di Nassau-Dillenburg            |                                                   |  |  |       |  |  |                               |  |  |                                 |  |
| 6. Guglielmo Maurizio di Solms-Braunfels | 12. Guglielmo II di Solms-Greifenstein |                                                  |                                                   |  |  |       |  |  |                               |  |  |                                 |  |
|                                          |                                        | 13. Giovanetta Sibilla di Solms-Hohensolms       | 26. Filippo Rinaldo I di Solms-Hohensolms-Lich    |  |  |       |  |  |                               |  |  |                                 |  |
|                                          |                                        | 13. Giovanetta Sibilla di Solms-Hohensolms       | 26. Filippo Rinaldo I di Solms-Hohensolms-Lich    |  |  |       |  |  |                               |  |  |                                 |  |
|                                          |                                        | 13. Giovanetta Sibilla di Solms-Hohensolms       | 27. Elisabetta Filippina di Wid-Runkel            |  |  |       |  |  |                               |  |  |                                 |  |
| 3. Cristina Carlotta di Solms-Braunfels  |                                        | 13. Giovanetta Sibilla di Solms-Hohensolms       |                                                   |  |  |       |  |  |                               |  |  |                                 |  |
|                                          |                                        | 14. Guglielmo Cristoforo d'Assia-Homburg         | 28. Federico I d'Assia-Homburg                    |  |  |       |  |  |                               |  |  |                                 |  |
|                                          |                                        | 14. Guglielmo Cristoforo d'Assia-Homburg         | 28. Federico I d'Assia-Homburg                    |  |  |       |  |  |                               |  |  |                                 |  |
|                                          |                                        | 14. Guglielmo Cristoforo d'Assia-Homburg         | 29. Margherita Elisabetta di Leiningen-Westerburg |  |  |       |  |  |                               |  |  |                                 |  |
| 7. Maddalena Sofia d'Assia-Homburg       |                                        | 14. Guglielmo Cristoforo d'Assia-Homburg         |                                                   |  |  |       |  |  |                               |  |  |                                 |  |
|                                          |                                        | 15. Sofia Eleonora d'Assia-Darmstadt             | 30. Giorgio II d'Assia-Darmstadt                  |  |  |       |  |  |                               |  |  |                                 |  |
|                                          |                                        | 15. Sofia Eleonora d'Assia-Darmstadt             | 30. Giorgio II d'Assia-Darmstadt                  |  |  |       |  |  |                               |  |  |                                 |  |
|                                          |                                        | 15. Sofia Eleonora d'Assia-Darmstadt             | 31. Sofia Eleonora di Sassonia                    |  |  |       |  |  |                               |  |  |                                 |  |
|                                          |                                        | 15. Sofia Eleonora d'Assia-Darmstadt             |                                                   |  |  |       |  |  |                               |  |  |                                 |  |